# 多利西
多利西（法語：Dolisie），亦即卢博莫（法語：Loubomo），是剛果共和國的城鎮，也是尼阿里省的首府，位於該國西南部沿海熱帶雨林東側，每年平均降雨量1,255毫米，是重要的商業中心，2005年人口估計約106,300，是全國第三大城市。